# Sensations' Fix (album)
Sensation' Fix è l'album d'esordio del gruppo musicale rock progressivo/elettronica Sensations' Fix.

## Il disco
Pubblicato sotto una grafia errata, l'album venne distribuito solamente agli addetti ai lavori e non al pubblico.
Venne venduto sotto tiratura limitata.
Il disco venne inserito nel libro "Solchi sperimentali in Italia. 50 anni di italiche musiche altre" di Antonello Cresti.

## Tracce
1. Astride a Vibration
2. Cosmic Fluel
3. Muddy Candy
4. Galactic Interference
5. Fall Of Sensation On Earth
6. Dust Of Nothing
7. Wave 243
8. Broad Mindedness
9. Concentric Circles
10. The Leaven Appared In The Sky
11. S.N.S.T.N. - F.X.
12. Vertical Motion

## Formazione
- Franco Falsini (chitarra, composizione)
- Keith Edwards (batteria)
- Stephen Head (tastiere)
- Richard Ursillo (basso)